# Svenska Mustaschklubben
Svenska mustaschklubben är en förening för mustaschbärande män grundad 1984 i Malmö av Sten-Erik Molker.
Klubbens föregångare var en 1983 bildad lokalavdelning av den engelska The Handlebar Club (grundad 1947), men denna ombildades redan den 10 oktober påföljande år till en självständig organisation (många av klubbens medlemmar är dock parallellt med även i den brittiska organisationen). Klubbens syfte är, enligt dess stadgar (§ 1), "att befrämja mustaschbärande och gentlemannaanda".
1999 arrangerade klubben VM i skägg och mustasch i Ystad, och medlemmar i föreningen har även deltagit i motsvarande tävlingar i andra länder.
Klubben fick medial uppmärksamhet 2008 i samband med att den uttalade sitt stöd för Rapportprogramledaren Rikard Palm sedan denne tvingats raka av sin mustasch. Den är även involverad i Cancerfondens kampanj "Mustaschkampen".